# Vodňanské Svobodné Hory
Vodňanské Svobodné Hory jsou malá vesnice, část města Vodňany v okrese Strakonice v Jihočeském kraji. Nachází se asi čtyři kilometry jihozápadně od Vodňan, pod Svobodnou horou. Vodňanské Svobodné Hory leží v katastrálním území Vodňany o výměře 17,62 km².

## Historie
První písemná zmínka o vesnici pochází z roku 1840.

## Obyvatelstvo
| Rok            | 1869 | 1880 | 1890 | 1900 | 1910 | 1921 | 1930 | 1950 | 1961 | 1970 | 1980 | 1991 | 2001 | 2011 | 2021 |
| -------------- | ---- | ---- | ---- | ---- | ---- | ---- | ---- | ---- | ---- | ---- | ---- | ---- | ---- | ---- | ---- |
| Počet obyvatel | 88   | 75   | 79   | 90   | 80   | 76   | 71   | 71   | 55   | 43   | 21   | 16   | 17   | 26   | 28   |
| Počet domů     | 15   | 15   | 15   | 15   | 15   | 15   | 15   | 15   | 15   | 14   | 6    | 16   | 18   | 17   | 18   |

## Pamětihodnosti
- Kaple Panny Marie, na návsi
- Výklenková kaplička svaté Maří Magdalény

## Osobnosti
- Josef Koreš (1896–?), plukovník pěchoty, velitel československého výcvikového střediska na Středním východě[7]
- Jiří Kůs (* 1963), český nanotechnolog, psycholog a podnikatel

## Galerie

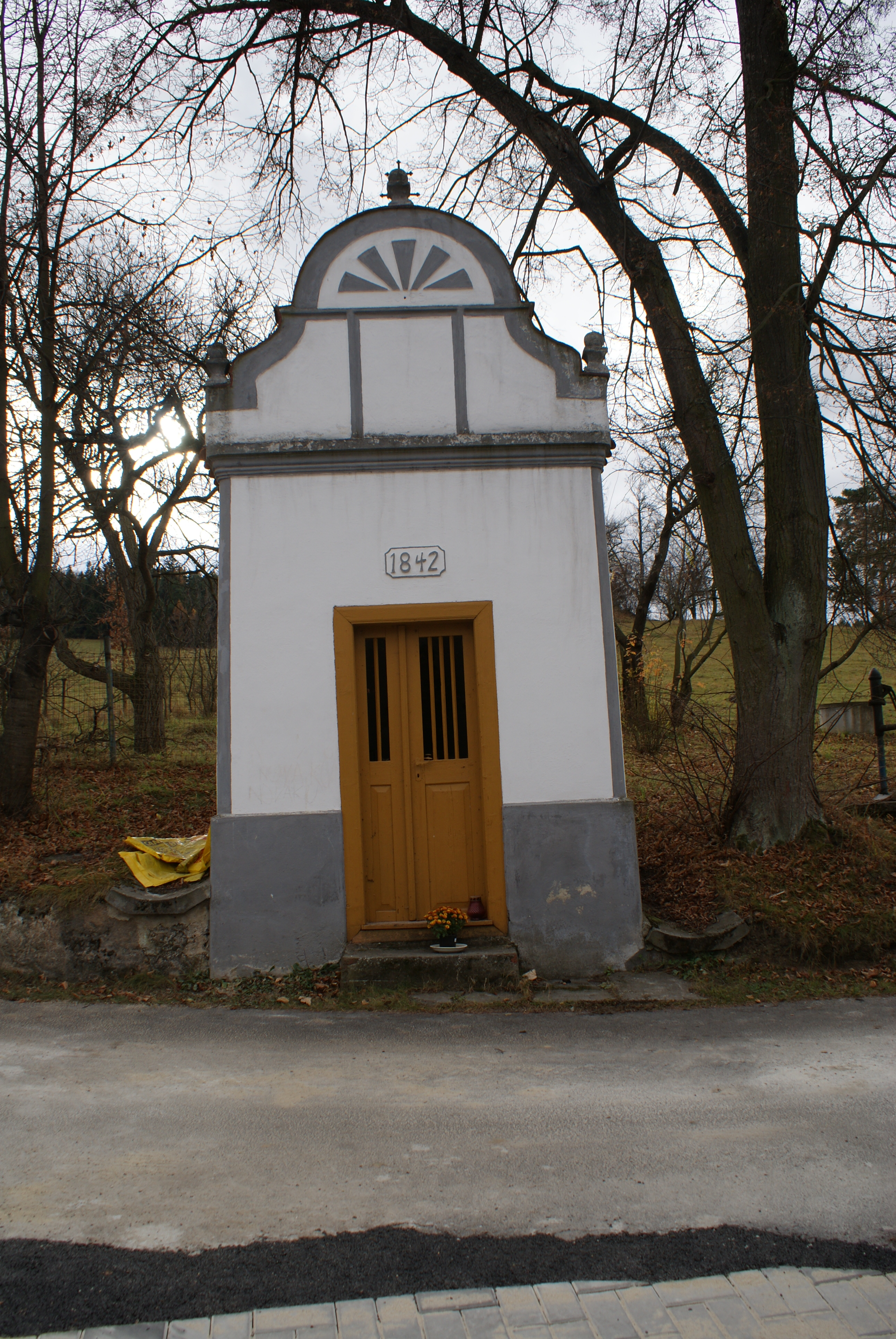
Kaple Panny Marie
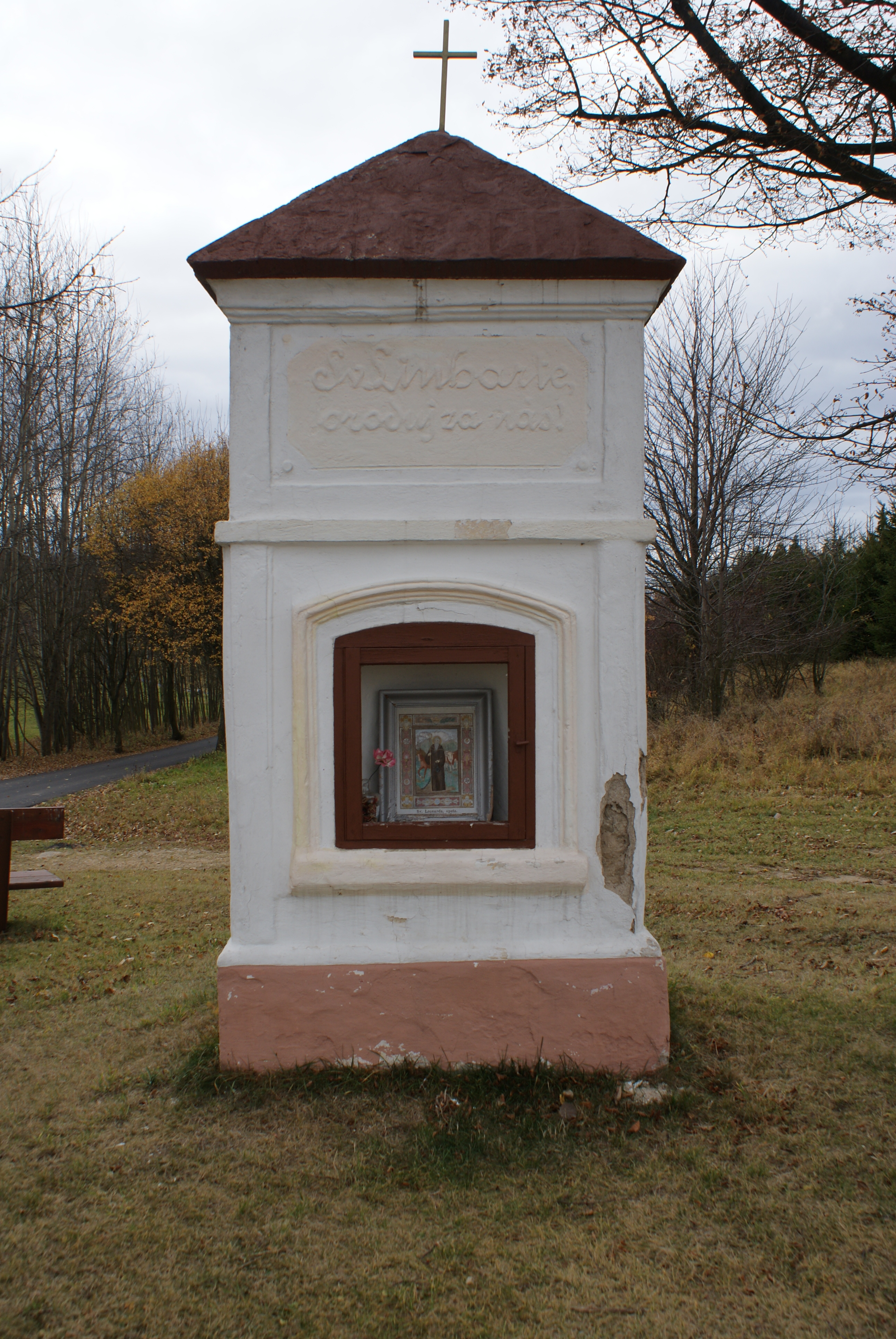
Kaplička svaté Maří Magdalény